# Майк Булльман
Майк Булльман (нім. Maik Bullmann; нар. 25 квітня 1967, Франкфурт-на-Одері, Бранденбург, НДР) — східнонімецький борець греко-римського стилю, триразовий чемпіон, срібний та разовий бронзовий призер чемпіонатів світу, чемпіон та чотириразовий срібний призер чемпіонатів Європи, бронзовий призер Кубку світу, чемпіон та бронзовий призер Олімпійських ігор. Включений до Всесвітньої Зали слави Міжнародної федерації об'єднаних стилів боротьби (2006).

## Життєпис
Боротьбою почав займатися з 1976 року. У 1986 році став бронзовим призером чемпіонату Європи серед молоді. У 2002 році завоював бронзову медаль чемпіонату світу серед молоді.
Виступав за спортивнийий клуб Луккенвальде. Тренер — Гюнтер Райхальт.
У 1992 році на Олімпіаді в Барселоні став чемпіоном, подолавши всіх своїх суперників. На наступних Олімпійських іграх в Атланті зазнав єдиної поразки у чвертьфіналі від українця В'ячеслава Олійника, який дійшов до фіналу і став чемпіоном. Булльман змушений був проводити три втішні сутички у боротьбі за третє призове місце, але у всіх трьох переміг, здобувши бронзову нагороду.
Після завершення спортивної кар'єри працював автомеханіком, служив у Бундесвері, згодом перейшов на тренерську роботу.

## Спортивні результати на міжнародних змаганнях

### Виступи на Олімпіадах
| Змагання                    | Збірна    | Вагова категорія                 | Місце  |
| --------------------------- | --------- | -------------------------------- | ------ |
| Літні Олімпійські ігри 1988 | НДР       | греко-римська боротьба, до 82 кг | 11     |
| Літні Олімпійські ігри 1992 | Німеччина | греко-римська боротьба, до 90 кг | Золото |
| Літні Олімпійські ігри 1996 | Німеччина | греко-римська боротьба, до 90 кг | Бронза |

### Виступи на Чемпіонатах світу
| Змагання                        | Збірна    | Вагова категорія                 | Місце  |
| ------------------------------- | --------- | -------------------------------- | ------ |
| Чемпіонат світу з боротьби 1989 | НДР       | греко-римська боротьба, до 90 кг | Золото |
| Чемпіонат світу з боротьби 1990 | Німеччина | греко-римська боротьба, до 90 кг | Золото |
| Чемпіонат світу з боротьби 1991 | Німеччина | греко-римська боротьба, до 90 кг | Золото |
| Чемпіонат світу з боротьби 1993 | Німеччина | греко-римська боротьба, до 90 кг | Срібло |
| Чемпіонат світу з боротьби 1994 | Німеччина | греко-римська боротьба, до 90 кг | Бронза |
| Чемпіонат світу з боротьби 1997 | Німеччина | греко-римська боротьба, до 97 кг | 4      |
| Чемпіонат світу з боротьби 1998 | Німеччина | греко-римська боротьба, до 97 кг | 14     |
| Чемпіонат світу з боротьби 1999 | Німеччина | греко-римська боротьба, до 97 кг | 12     |

### Виступи на Чемпіонатах Європи
| Змагання                         | Збірна    | Вагова категорія                  | Місце  |
| -------------------------------- | --------- | --------------------------------- | ------ |
| Чемпіонат Європи з боротьби 1988 | НДР       | греко-римська боротьба, до 82 кг  | 5      |
| Чемпіонат Європи з боротьби 1989 | НДР       | греко-римська боротьба, до 90 кг  | Срібло |
| Чемпіонат Європи з боротьби 1990 | НДР       | греко-римська боротьба, до 100 кг | Срібло |
| Чемпіонат Європи з боротьби 1991 | Німеччина | греко-римська боротьба, до 90 кг  | 4      |
| Чемпіонат Європи з боротьби 1992 | Німеччина | греко-римська боротьба, до 90 кг  | Золото |
| Чемпіонат Європи з боротьби 1994 | Німеччина | греко-римська боротьба, до 90 кг  | 8      |
| Чемпіонат Європи з боротьби 1995 | Німеччина | греко-римська боротьба, до 90 кг  | Срібло |
| Чемпіонат Європи з боротьби 1996 | Німеччина | греко-римська боротьба, до 90 кг  | Срібло |
| Чемпіонат Європи з боротьби 1999 | Німеччина | греко-римська боротьба, до 97 кг  | 9      |
| Чемпіонат Європи з боротьби 2000 | Німеччина | греко-римська боротьба, до 97 кг  | 11     |

### Виступи на Кубках світу
| Змагання                    | Збірна    | Вагова категорія                 | Місце  |
| --------------------------- | --------- | -------------------------------- | ------ |
| Кубок світу з боротьби 1995 | Німеччина | греко-римська боротьба, до 90 кг | Бронза |

### Виступи на інших змаганнях
| Змагання                                                             | Збірна    | Вагова категорія                  | Місце  |
| -------------------------------------------------------------------- | --------- | --------------------------------- | ------ |
| Гран-прі Німеччини з боротьби 1987                                   | НДР       | греко-римська боротьба, до 82 кг  | 6      |
| Гран-прі Німеччини з боротьби 1989                                   | НДР       | греко-римська боротьба, до 90 кг  | Бронза |
| Золотий Гран-прі з боротьби 1992                                     | Німеччина | греко-римська боротьба, до 90 кг  | Бронза |
| Гран-прі Німеччини з боротьби 1992                                   | Німеччина | греко-римська боротьба, до 90 кг  | Бронза |
| Гран-прі Німеччини з боротьби 1993                                   | Німеччина | греко-римська боротьба, до 90 кг  | Золото |
| Всесвітні ігри військовослужбовців 1995                              | Німеччина | греко-римська боротьба, до 100 кг | Золото |
| Гран-прі Німеччини з боротьби 1995                                   | Німеччина | греко-римська боротьба, до 90 кг  | Золото |
| Чемпіонат світу з боротьби серед військовослужбовців 1997            | Німеччина | греко-римська боротьба, до 97 кг  | Срібло |
| Тестовий турнір FILA 1998                                            | Німеччина | греко-римська боротьба, до 97 кг  | Срібло |
| Гран-прі Німеччини з боротьби 1998                                   | Німеччина | греко-римська боротьба, до 97 кг  | Золото |
| Олімпійський кваліфікаційний турнір з боротьби 2000 (Клермон-Ферран) | Німеччина | греко-римська боротьба, до 97 кг  | 13     |
| Олімпійський кваліфікаційний турнір з боротьби 2000 (Ташкент)        | Німеччина | греко-римська боротьба, до 97 кг  | Срібло |
| Олімпійський кваліфікаційний турнір з боротьби 2000 (Александрія)    | Німеччина | греко-римська боротьба, до 97 кг  | 11     |

### Виступи на змаганнях молодших вікових груп
| Змагання                                      | Збірна | Вагова категорія                 | Місце  |
| --------------------------------------------- | ------ | -------------------------------- | ------ |
| Чемпіонат Європи з боротьби серед молоді 1986 | НДР    | греко-римська боротьба, до 82 кг | Бронза |
| Чемпіонат світу з боротьби серед молоді 1987  | НДР    | греко-римська боротьба, до 82 кг | Бронза |